# スコット・ローレンス
スコット・ローレンス（Scott Lawrence、1963年9月27日 - ）は、アメリカ合衆国の俳優。

## 出演作品

### 映画
- 女装ドロ マーサおばさん、ただいま手配中(1974)
- チアリング・ハイスクール(1977)
- ファイナル・パルス 戦慄病棟(1992)
- ジャック・ルビー(1992)
- 犯罪心理捜査官(1993)
- タイムコップ(1994)
- ダンク・ブラザース/脱線ファンにご用心(1996)
- パーフェクト・クライム -完全犯罪-(1997)
- 乱気流/タービュランス(1997)
- ソーシャル・ネットワーク(2010)
- ザ・ホスト 美しき侵略者(2013)
- スター・トレック イントゥ・ダークネス(2013)
- ロスト・エモーション(2015)
- Dearダニー 君へのうた(2015)

### TV
- TVキャスター　マーフィー・ブラウン 第1シーズン
- TVキャスター　マーフィー・ブラウン 第2シーズン
- タイムマシーンにお願い シーズン3
- LAW & ORDER　ロー＆オーダー シーズン6
- プロファイラー3／犯罪心理分析官
- ザ・ホワイトハウス シーズン2
- NYPD BLUE　～ニューヨーク市警15分署 シーズン8
- 犯罪捜査官ネイビーファイル シーズン7～10（スタージス・ターナー）
- WITHOUT A TRACE／FBI 失踪者を追え！ シーズン4
- BONES ボーンズ -骨は語る- シーズン4
- 女検察官アナベス・チェイス シーズン2
- 交渉人 ～Standoff
- イレブンス・アワー
- メンタリスト シーズン1
- ミディアム 霊能者アリソン・デュボア シーズン5
- 24 -TWENTY FOUR- シーズン VII
- ザ・プロテクター/狙われる証人たち シーズン3
- 24 -TWENTY FOUR- ファイナル・シーズン
- NCIS 〜ネイビー犯罪捜査班 シーズン8
- LAW & ORDER:LA
- アメリカン・ホラー・ストーリー
- クリミナル・マインド　特命捜査班レッドセル
- デスパレートな妻たち シーズン8
- ギャング・イン・LA
- フィアー・ザ・ウォーキング・デッド シーズン1
- Rectify
- ミスター・メルセデス
- レギオン
- SUITS/スーツ
- ロブ・ロウの敏''腕ドラマ弁護士
- STUBER/ストゥーバー Stuber (2019)